# جيني مارشال
جيني مارشال (بالإنجليزية: Jennifer Marshall) هي مجدفة أمريكية، ولدت في 21 ديسمبر 1960 في كوبرستاون في الولايات المتحدة.

## وصلات خارجية
- جيني مارشال على موقع الاتحاد الدولي للتجديف (الإنجليزية)
- جيني مارشال على موقع أوليمبيديا (الإنجليزية)